# Voacamina
Voacamine, también conocido bajo los nombres de voacanginina y vocamina, es una dímero alcaloide indol de origen natural  del tipo secologanina, que se encuentra en un número de plantas, incluyendo Voacanga africana.

## Estructura química
Hay una gran confusión acerca de la conformación estereoquímica absoluta de voacamina y la estructura absoluta publicada originalmente para luego ser revisada.